# فردریک والینتچ
فردریک ولنتیچ خلبان جوان استرالیایی بود که در حین انجام یک پرواز آموزشی به مسافت ۱۲۵ مایل دریایی (۲۳۲ کیلومتر) با هواپیمای سبک سسنا ۱۸۲ ال (با شماره ثبت VH-DSJ) بر فراز تنگه باس ناپدید شد. در شب شنبه ۲۱ اکتبر ۱۹۷۸، ولنتیچ که ۲۰ سال سن داشت، به کنترل ترافیک هوایی ملبورن گزارش داد که یک هواپیما در ارتفاع حدود ۱۰۰۰ فوت (۳۰۰ متر) بالاتر از او در حال پرواز است و همزمان موتور هواپیمای او دچار اختلال شده است. سپس در آخرین گزارش خود اعلام کرد: "این یک هواپیما نیست."
در پی ناپدید شدن ولنتیچ، گزارش‌های متعددی درباره مشاهده‌ی یک شیء پرندۀ ناشناس (یوفو) در استرالیا منتشر شد. با این حال، وزارت حمل و نقل استرالیا نسبت به دخالت یک شیء ناشناس در این ماجرا تردید داشت و برخی از مسئولان این وزارتخانه احتمال دادند که «ولنتیچ دچار گم شدگیِ فضایی شده و نورهای هواپیمای خودش را که در آب منعکس شده بود یا نورهای یک جزیره نزدیک را در هنگام پرواز وارونه، اشتباه تشخیص داده است.

## زندگی و پیشینۀ فردریک ولنتیچ

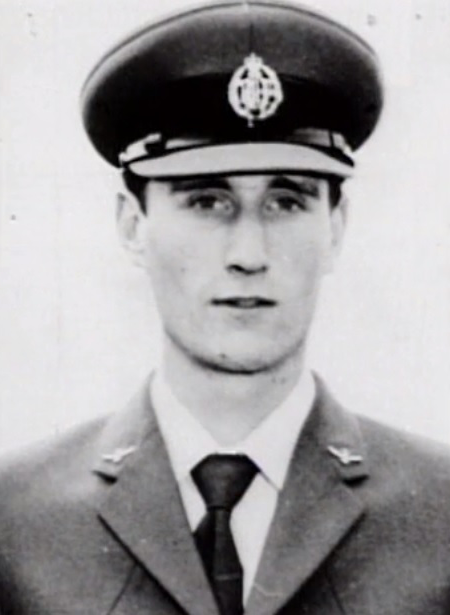
فردریک ولنتیچ

فردریک ولنتیچ حدود ۱۵۰ ساعت پرواز را پشت سر گذاشته و دارای گواهینامۀ ردۀ چهارم پرواز با ابزار بود که به او اجازۀ پرواز شبانه را فقط در شرایط جوّی مناسب می‌داد. او دو بار تلاش کرده بود به نیروی هوایی سلطنتی استرالیا (RAAF) بپیوندد، اما به دلیل کمبود مدارک تحصیلی رد شد.
وی به طور پاره وقت برای اخذ گواهینامۀ خلبانی تجاری تحصیل می‌کرد، اما عملکرد تحصیلی ضعیفی داشت. او دو بار در تمام پنج آزمون مجوز مردود شد و حتی یک ماه قبل از ناپدید شدنش، سه آزمون دیگر را نیز قبول نشد. ولنتیچ در حوادث هوایی متعددی دخیل بود؛ از جمله ورود غیر مجاز به یک منطقۀ پروازی کنترل شده در سیدنی (که به او هشدار داده شد) و دو بار ورود عمدی به ابرها که برایش امکان تعقیب قانونی مطرح شده بود.
پدر او، گیدو ولنتچ اظهار داشت که فرزندش به یوفوها باور داشت و نگران حملۀ آن‌ها بود. دوست دخترش، روندا راشتون، نیز گفت که شش روز پیش از ناپدید شدنش، ولنتیچ دربارۀ احتمال ربوده شدن توسط یوفو صحبت کرده بود.

## پرواز مرموز
ولنتیچ قصد داشت به جزیرۀ کینگ برود، اما هدف واقعی پروازش مشخص نیست. او به مقامات پروازی گفت که برای برداشتن چند تن از دوستانش به آنجا می‌رود، اما به دیگران گفت که قصد حمل خرچنگ دریایی را دارد. بررسی‌های بعدی نشان داد که هر دو ادعا نادرست بودند. همچنین او فرودگاه جزیرۀ کینگ را از قصد فرودش مطلع نکرده بود که برخلاف رویۀ استاندارد بود.

### گزارش تماس رادیویی مرموز
ساعت 7:06 عصر، ولنتیچ به مرکز پرواز ملبورن اطلاع داد که یک هواپیمای ناشناس در ارتفاع 4500 فوتی (1400 متر) در حال تعقیب اوست. به او گفته شد که هیچ ترافیک شناخته شده‌ای در آن منطقه وجود ندارد.
وی توضیح داد که یک هواپیمای بزرگ با چهار چراغ روشن را مشاهده کرده که با سرعت بالا از فاصلۀ 300 متری بالای سرش عبور کرده است. سپس گزارش داد که آن هواپیما از سمت شرق به سمت او نزدیک می شود و به نظر می‌رسد که خلبانِ آن با او بازی می‌کند.
او توضیح داد که آن شیء در حال چرخش بالای سر اوست؛ دارای سطحی براق و یک چراغ سبز است. سپس گزارش داد که موتور هواپیمایش دچار مشکل شده است. در نهایت، وقتی از او خواسته شد تا نوع هواپیما را مشخص کند، گفت: «این یک هواپیما نیست». در این لحظه، تماس رادیویی با صدای خراش‌های فلزی عجیب قطع شد و ارتباط به کلی از بین رفت.

## جست و جو و تحقیقات رسمی
عملیات جستجو و نجات، شامل کشتی‌های اقیانوس پیما، یک هواپیمای لاکهید P-3 اوریون نیروی هوایی سلطنتی استرالیا و هشت هواپیمای غیرنظامی بود که در محدوده‌ای بیش از 2600 کیلومتر مربع انجام شد. این تلاش ها تا 25 اکتبر 1978 ادامه یافت، اما هیچ اثری از هواپیما یا خلبان پیدا نشد.
وزارت حمل و نقل استرالیا نتوانست دلیل ناپدید شدن او را مشخص کند، اما نتیجه گیری رسمی این بود که ولنتیچ احتمالاً جان خود را از دست داده است.

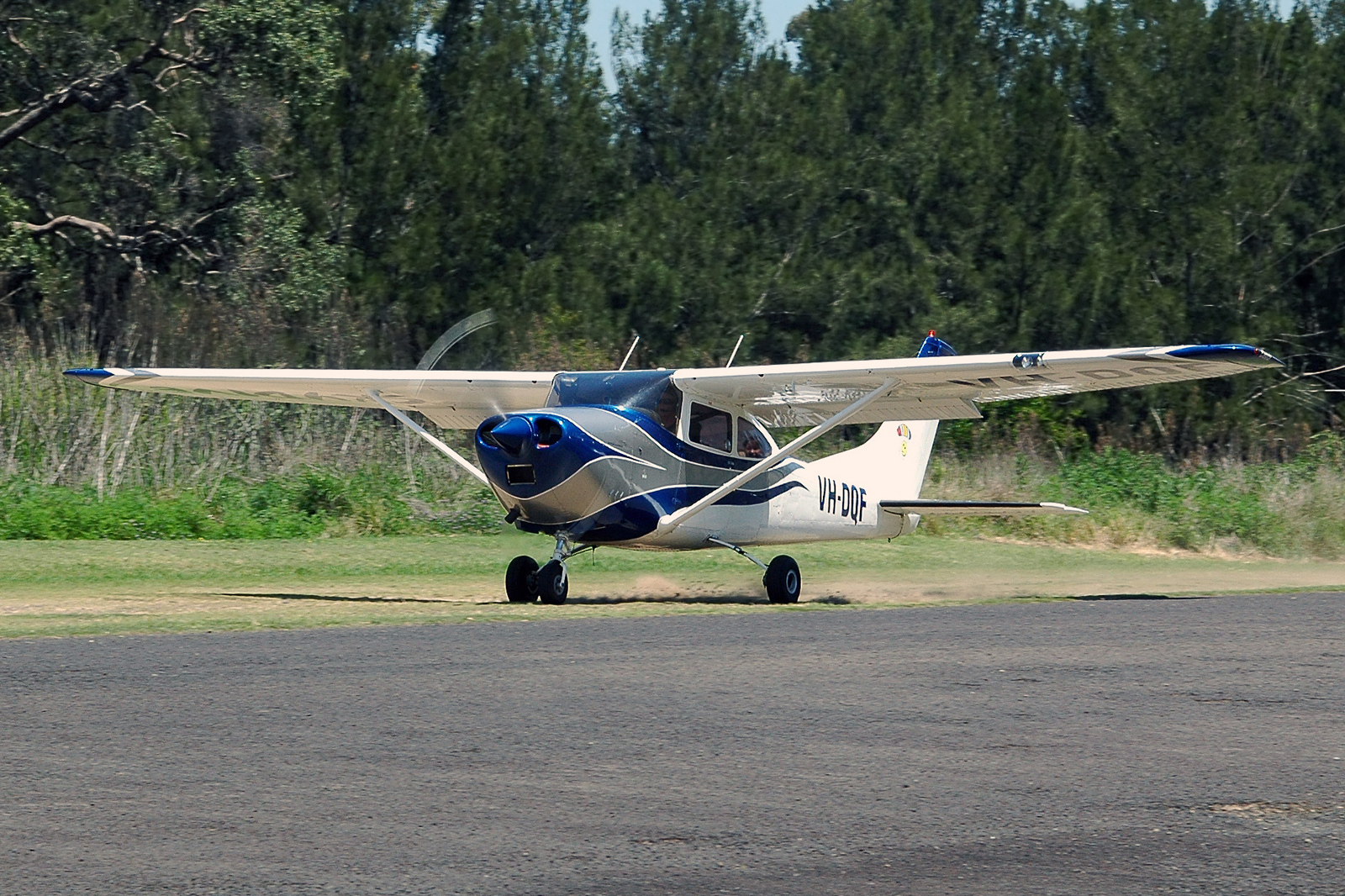
یک هواپیمای سسنا 182 مشابه

### مدرک فیزیکی مکشوفه
پنج سال بعد، یک قطعه از موتور سسنا در جزیرۀ فلیندرز پیدا شد. در ژوئیۀ 1983، ادارۀ تحقیقات ایمنی هوایی استرالیا بررسی کرد که آیا این قطعه می‌توانسته از منطقه‌ای که هواپیما ناپدید شده به آنجا برسد. مشخص شد که این قطعه متعلق به همان سری هواپیمای ولنتیچ بود.

## تئوری های مطرح شده

### خطای پرواز
برخی کارشناسان حمل و نقل استرالیا حدس زدند که ولنتیچ دچار سرگیجۀ فضایی شده و نورهای بازتاب یافته را اشتباه تشخیص داده است.

### ناپدید شدن جعلی
برخی معتقدند که ولنتیچ ممکن است صحنه سازی کرده باشد. با توجه به میزان سوخت، هواپیمای او می‌توانست تا 800 کیلومتر پرواز کند، اما هیچ اثری در رادار ثبت نشد. همچنین، پلیس ملبورن گزارش‌هایی از یک فرود مرموز در نزدیکی کیپ اوت وی همزمان با ناپدید شدن او دریافت کرده بود.

### خودکشی
برخی حدس زدند که او خودکشی کرده است، اما مصاحبه های پزشکی و اظهارات نزدیکانش این احتمال را رد کردند.

### فرضیه "مارپیچ مرگ"
بررسی رادیوگرافی مکالمات و داده ها در سال 2013 نشان داد که ولنتیچ احتمالاً دچار توهم دیداری شده و به طور ناخواسته هواپیمایش را وارد یک "مارپیچ مرگ" کرده است، که در نهایت باعث سقوط او شده است.

## نظریه های مرتبط با یوفو

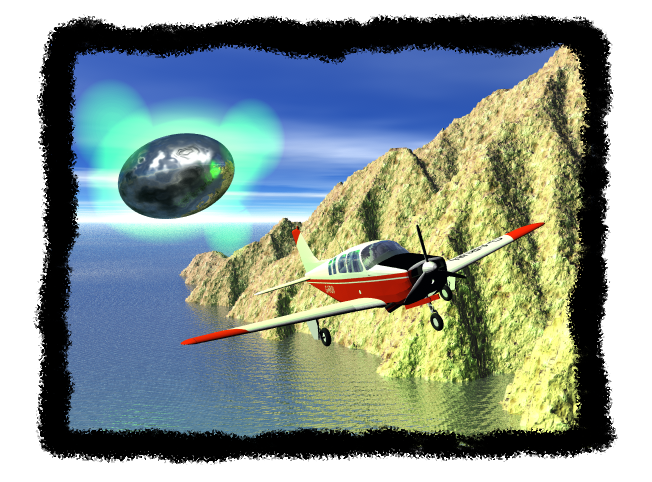
برخی از یوفولوژیست‌ها بر این اعتقاد دارند که ولنتیچ توسط یک یوفو ربوده شده است.

برخی یوفولوژیست‌ها معتقدند که یوفو او را ربوده یا هواپیمایش را نابود کرده است. برخی شاهدان گزارش دادند که نور سبز ناپایدار را در آسمان دیده‌اند که با گزارش چراغ سبز در مکالمۀ رادیویی ولنتیچ همخوانی داشت. همچنین، گروهی در آمریکا ادعا کردند که تصاویری از یک شیء ناشناس که از آب بیرون می‌آید، در روز ناپدید شدن ولنتیچ ثبت شده است. 
در مجموع، ناپدید شدن فردریک ولنتیچ یکی از اسرار آمیزترین وقایع هوانوردی محسوب می شود.